# Caritas Vietnam
Pour les articles homonymes, voir Caritas (homonymie).
 (décembre 2011).
Caritas Vietnam est un organisme de bienfaisance ou de charité des catholiques au Viêt Nam. Cette organisation, sous la direction de la Conférence épiscopale du Viêt Nam, est membre de Caritas Internationalis.

## Histoire
Caritas Vietnam a été créé en 1965 au niveau central par la Conférence des évêques du Sud-Viêt Nam. Entre 1965 et 1976, Caritas Vietnam a été actif dans tous les diocèses du sud avec un Office central situé à Hô-Chi-Minh-Ville. Pendant la guerre du Viêt Nam, Caritas Vietnam a activement aidé les victimes pauvres et handicapées, les orphelins et les veuves et a organisé nombreux programmes de santé pour aider les lépreux, les sourds et muets, en offrant des formations professionnelles et des bourses aux étudiants pauvres. Caritas Vietnam a aussi aidé les prostituées et les victimes de la guerre déplacées par les conflits à retrouver une vie saine. Le Réseau Caritas a eu un fonctionnement continu avec l'aide logistique et financière du Saint-Siège, et de pays comme la France, l'Allemagne, la Belgique, les États-Unis.
En 1966, l'organisation continue d'être établie dans les diocèses : le nom de chaque diocèse est placé après le mot « Caritas », par exemple, Caritas Saigon, Xuan Loc Caritas, Caritas Hué... Chaque Caritas diocésaine possède des bureaux et mène des opérations au sein du programme commun de Caritas Vietnam.
En juin 1976, l’État a ordonné à Caritas Vietnam de se dissoudre. Cependant, la Conférence Épiscopale du Viêt Nam a continué le travail de Caritas Vietnam et a toujours œuvré pour sa réintégration avec Caritas International. C’est le cas à partir de 1999, lorsque l’annuaire de l’Église catholique au Viêt Nam, compilé par la Conférence Épiscopale, mentionne Caritas Vietnam comme une association de l'Action catholique.
En 2001, le Comité des associations caritatives sous la direction de la Conférence Épiscopale du Viêt Nam a été créé, et à cette occasion, la Conférence a réitéré sa demande, et le 5 mars 2008, le Comité a envoyé une demande officielle au Conseil des affaires religieuses pour l'établissement de Caritas Vietnam au Viêt Nam, avec une structure organisationnelle du diocèse à la paroisse pour se conformer au fonctionnement des activités sociales et caritatives de Caritas International dans le monde entier. Le 2 juillet 2008, le Comité gouvernemental des affaires religieuses a envoyé une réponse officielle et a accepté le rétablissement de Caritas Vietnam. Caritas Vietnam se considère comme un membre de Caritas International, bien que le gouvernement du Viêt Nam n'ait pas accordé l'autorisation de mettre en place une branche de Caritas International au Viêt Nam.

## Principes de fonctionnement
Caritas Vietnam opère en conformité avec les principes de l'éthique chrétienne et la doctrine sociale de l'Église catholique.
Les opérations de Caritas au Viêt Nam répondent à des  besoins urgents. Caritas Vietnam est un organisme bénévole qui entreprend un travail social. Il apporte son aide aux pauvres, à ceux qui sont dans la maladie ou la détresse, sans distinction de religion, de nationalité, de race, ou de préférence politique.
Caritas Vietnam est un organisme de bienfaisance professionnel. Son administration est strictement contrôlée afin d’être transparente, ouverte et très efficace.
Caritas Vietnam est une organisation unifiée des diverses activités de Caritas, basée sur la collaboration, la participation et les contributions volontaires de ses membres. Selon le principe de subsidiarité, Caritas Vietnam s'est engagé à respecter l'indépendance des diocèses, des paroisses, des associations, syndicats et individus. Il travaille étroitement avec d'autres organisations caritatives.

## Buts
Sous la houlette du Conseil épiscopal du Viêt Nam, Caritas Vietnam met en œuvre des activités sociales et caritatives dans les buts suivants :
- Promouvoir et développer la personne tout entière.
- Vivre l'Évangile au cœur de la nation.
- Promouvoir l'amour et la charité, la solidarité entre les individus dans la société.
- Aider d'urgence lors de catastrophes naturelles ou d'épidémies.

## Missions
Les missions de Caritas Vietnam visent les plus nécessiteux, ceux qui ont des besoins physiques et mentaux, n’ont pas les moyens de vivre, ont été écartés pour une raison quelconque de la vie sociale. Il travaille auprès des enfants abandonnés, orphelins, enfants des rues, des analphabètes, des femmes, des victimes de la violence familiale, des immigrants pauvres. Caritas Vietnam apporte son soutien aux victimes de différentes maladies : handicap, maladie mentale ou physique, toxicomanie, alcoolisme, VIH / SIDA, agent orange...